# ルナル・マル・シグルヨンソン
ルナル・マル・シグルラウガルソン・シグルヨンソン（Rúnar Már Sigurlaugarson Sigurjónsson, 1990年6月18日 - ）は、アイスランド・ソイザウルクロウクル出身の同国代表サッカー選手。FCヴォルンタリ所属。ポジションはMF（攻撃的ミッドフィールダー）。

## クラブ経歴
地元クラブのUMFティンダシュトールでプロデビュー。以来、アイスランド国内のクラブを渡り歩いた。
2013年1月、ヴァルル・レイキャヴィークからエールディヴィジのPECズヴォレに買い取りオプション付きのレンタルで加入。ところが加入して早々に負傷し、全くプレーできないままレンタル期間を終えた。ヴァルル復帰後もリハビリを続け、5月にようやく復帰を果たした。
2013年8月、スウェーデン2部のGIFスンツヴァルと2016年シーズン終了までの契約を結んだ。
2016年夏、35万ユーロでスイスのグラスホッパー・クラブ・チューリッヒに移籍。
2019年6月17日、カザフスタン・プレミアリーグのFCアスタナに移籍した。
2021年2月8日、リーガ1のCFRクルジュへ移籍することが発表された
2022年12月20日、FCヴォルンタリへの移籍が発表された。

## 代表歴
アイスランド代表として各世代で8試合に出場した。2012年シーズン、クラブで好調を維持したことでフル代表への招集を受けたが、試合に出ることはなかった。11月14日の国際親善試合・アンドラ戦でラーシュ・ラーゲルベック監督によってスタメンに起用されフル代表デビュー。59分にチーム2得点目となる初ゴールを挙げ、2-0での勝利に貢献した。
UEFA EURO 2016にもメンバーの1人に選出された。

### ゴール
| No | 開催日         | 会場                         | 対戦国             | スコア | 結果 | 試合概要                                |
| -- | -------------- | ---------------------------- | ------------------ | ------ | ---- | --------------------------------------- |
| 1. | 2012年11月14日 | Camp d’Esports d’Aixovall    | アンドラ           | 2–0    | 2–0  | 親善試合                                |
| 2. | 2021年3月31日  | ラインパーク・シュタディオン | リヒテンシュタイン | 4–1    | 4–1  | 2022 FIFAワールドカップ・ヨーロッパ予選 |

## タイトル
ヴァルル
- アイスランド・リーグカップ（英語版）: 2011

アスタナ
- カザフスタン・プレミアリーグ : 2019
- カザフスタン・スペルクボグィ : 2020

CFRクルジュ
- リーガ1 : 2020-21, 2021-22
- スーペルクパ・ロムニエイ : 2020